# Журавка-Первая
Журавка-Первая — село в Прохоровском районе Белгородской области России, административный центр Журавского сельского поселения.

## История
Свое название село Журавка взяло от реки Журавка, притока Сеймицы, на которой было основано и на берегах которой, по преданиям, жили журавли.
В 1770-х годах переселенцы из Бехтеевки и Погореловки основали хутора Журавский и Радьковский. Еще в 1751 году жители из этих слобод получили выписку из жалованной грамоты на землю, принадлежавшую им.
В 1869 году завершено строительство каменной Троицкой церкви. В 1880 году в селе Журавка по инициативе священника открыли школу. До того, как было построено здание школы, занятия с учениками проводились в церковной сторожке.
В селе Журавка проходили ежегодные ярмарки: "В среду на четвертой неделе по Пасхе, Тихвинская 26 июня, 6 октября, Троицкая.
По данным переписи 1885 года в слободе Журавка Ратьковской волости Прохоровского уезда Курской губернии было 257 дворов, население 1930 человек. Она считалась зажиточной слободой, в которой было «25 промышленных заведений», 2 лавки, кабак. До революции в Журавке было 2 поместья: Пушкаревых и Литвиновы.
В 1930 году в ходе коллективизации в селе был образован совхоз «им. Ильича». В эти годы были построены конюшня, клуб и кладовые.
После многократных слияний колхозов, в 1957 году образовался колхоз «Россия», в 1957—1961 годах было построено много новых объектов: ремонтная мастерская, птицеферма (Журавка-Вторая), пруд, ферма. В 1994 году в село Журавка провели газ.

## География
Журавка-Первая расположена на севере Белгородской области и находится у р. Журавка. С севера примыкает д. Журавка-Вторая, с юга — деревни Нижняя Гусынка и Мироновка. Расстояние до райцентра пос. Прохоровка составляет 17 км, до станции Ельников — 7 км.
Климат
Климат умеренно континентальный с довольно мягкой зимой со снегопадами и оттепелями и продолжительным летом. Средняя годовая температура воздуха изменяется от +5,4°C до +6,7°C. Самый холодный месяц — январь. Безморозный период составляет 155—160 дней, продолжительность солнечного времени — 1800 часов.

## Население
| 2002 | 2010 |
| ---- | ---- |
| 601  | ↗608 |

## Инфраструктура
Журавская больница — амбулатория, здравпункт, медпункт

## Транспорт
Посёлочные дороги. Через ул. Дорожная проходит автодорога муниципального значения.